# Галешник
Галешник — деревня в Оханском городском округе Пермского края России.

## Географическое положение
Деревня расположена в западной части Оханского городского округа на обоих берегах реки Очёр, примыкая с востока к селу Дуброво.

## История
Известна с 1811. Изначально называлась Галешихинская мельница. В 1858 году упоминалось уже как деревня «Галешихинская у мучной мельницы». С 2006 по 2018 год входила в состав Дубровского сельского поселения Оханского района. После упразднения обоих муниципальных образований стала рядовым населённым пунктом Оханского городского округа.

## Климат
Климат умеренно континентальный. Наиболее тёплым месяцем является июль, средняя максимальная температура которого 24,8 °C, а самым холодным январь со среднемесячной температурой — −17,3 °C. Среднегодовая температура 2,1 °C.

## Население
Постоянное население составляло 94 человека (94 % русские) в 2002 году, 97 человек в 2010 году.